# Marie Hassenpflug
Marie Magdalene Elisabeth Hassenpflug (Altenhaßlau, Hesse-Darmstadt, Sacro Imperio Romano Germánico, 27 de diciembre de 1788-Kassel, Electorado de Hesse, 21 de noviembre de 1856) fue una escritora alemana cuyas versiones de cuentos de hadas inspiraron a los Hermanos Grimm. Es conocida por sus versiones de «Caperucita roja» (Rotkäppchen), «La bella durmiente» (Dornröschen) y «Blancanieves» (Schneewittchen).

## Biografía
Su madre, Marie Magdalena Dresen (1767–1840), era de una familia hugonote de Hanau y se casó con su padre Johannes Hassenpflug (1755–1834) en 1788.
El 14 de octubre de 1789, la familia se mudó a una casa llamada Haus Lossow en la esquina de la plaza de mercado en Lindenstraße en Neustadt cuando a su padre lo nombraron Schultheiß de Neustadt-Hanau. Vivió en esa casa hasta 1799, tenía un hermano, Hans Ludwig Alexander, y dos hermanas, Jeanette y Amalie. Fue una niña bastante enfermiza, y el estudioso Heinz Rölleke ha sugerido que sus frecuentes recaídas pudieron hacerla más receptiva a los cuentos de hadas. A través de la familia Engelhard, conocieron a los Grimm. Su hermano Ludwing se casó luego con su hermana Lotte.
El 15 de abril de 1799, los Hassenpflug se instalaron en Kassel, donde su padre comenzó como asesor fiscal de Hesse-Kassel.
El 21 de agosto de 1814, Marie Hassenpflug se casó con Friedrich von Dalwigk zu Schauenburg, capitán del  regente príncipe elector. Vivieron entre Hoof (sitio original de su marido,  hoy parte de Schauenburg) y Hanau, donde nació su hijo Ludwig Alexander el 24 de enero de 1817.
De 1819 a 1824, sirvió como dama de compañía de la duquesa  María Federica de Hesse-Kassel cuando su marido fue chambelán del palacio.